# Олег Веретенников
Олег Веретенников е бивш руски футболист, нападател. Той е играчът с най-много голове в Руското футболно първенство – 143. От 2014 г. е старши треньор на Ротор (Волгоград).

## Кариера

### Клубна кариера
Започва кариерата си в Уралмаш като опорен полузащитник. През 1989 преминава в армейския отбор МЦОП Металург. Там е забелязан от скаутите на ЦСКА Москва, които привличат футболиста в дублиращия отбор. След 8 изиграни срещи Олег преминава в СКА Ростов, където вече играе на върха на атаката. В съветската Втора лига Веретенников става голмайстор на зоналния турнир. Приключвайки службата си в армията, Олег се завръща в Уралмаш, подписвайки за един сезон. Вкарва 14 гола в 42 мача. През 1992 преминава в Ротор и става една от звездите на отбора. С Ротор става два пъти вицешампион на страната и участва в евротурнирите. През 1995 става голмайстор на първенството с 25 гола. Това е и рекорд за най-много отбелязани голове в един сезон. През 1997 и 1998 повтаря това постижение като е единствения трикратен голмайстор на Висшата дивизия. На 4 април 1998 Веретенников извавнява рекорда на Виктор Панченко за най-много отбелязани голове в един мач от шампионата – 5. Олег ги отбелязва срещу Шинник, а Ротор побеждава с 6:2.
В началото на 2000 преминава под наем в Арис Солун. Там обаче Олег почти не играе и след края на сезона подписва тригодишен договор с белгийския Лирсе. Веретенников трудно се адаптира в отбора и остава там само един сезон. След това играе за Сокол Саратов вече като полузащитник. През 2002 Сокол изпада от Премиер лигата и Олег играе в Първа дивизия за Лисма-Мордовия и Уралан. През 2004 за половин година играе в казахстанския Женис. През 2005 Олег се завръща в Ротор и става най-добър играч на Втора дивизия, зона юг. В следващата година Олег напуска поради неразбирателства с президента на клуба. Веретенников играе още 2 сезона в Казахстан с екипите на Иртиш Павлодар и Астана. На 30 март 2008 вкарва своят гол номер 200 в кариерата. През 2009 играе за ФК Волгоград, където е съотборник със сина си Павел. Олег продължава да показва висока класа, вкарвайки 7 гола в 33 срещи. След края на сезона слага край на кариерата си.
От 2010 е помощник-треньор на Ротор. През 2014 г. застава начело на клуба.

### Национален отбор
За националния отбор на Русия изиграва 4 срещи в периода 1996 – 1997. Играе в неофициалната контрола на „Сборная“ със сборен отбор на ФИФА по случай 100-годишнината на руския футбол.

## Успехи
- Оглавява Клуб 100 с 250 попадения
- Голмайстор на Руска Висша дивизия – 1995, 1997, 1998
- Голмайстор на Втора лига на СССР – 1990
- В „Списък 33 най-добри“ – 1993, 1995, 1996, 1997 и 1998 (№ 1), 1994 (№ 3)
- Най-добър футболист в Руска Втора Дивизия – 2005, 2009
- Голмайстор на Руското футболно първенство за всички времена – 143 гола
- Най-много отбелязани голове в Руска Висша Дивизия за 1 сезон – 25 (1995)
- Най-много отбелязани голове в Руска Висша Дивизия в 1 мач – 5 (1998)